# Американо-палауские отношения
Американо-палауские отношения — двусторонние отношения между США и Палау. Дипломатические отношения между странами были установлены в 1994 году.

## История

Марка, посвященная первой годовщине независимости республики Палау

В 1947 году после окончания Второй мировой войны США взяли на себя управление Палау под эгидой ООН. В 1982 году Палау подписал соглашение о свободной ассоциации с США. В 1994 году Палау получил независимость и установил дипломатические отношения с Соединенными Штатами, в это же время вступил в силу договор согласно которому США отвечают за оборону Палау в течение 50 лет. Палау суверенное государство и проводит собственную внешнюю политику. Соединенные Штаты и Палау сотрудничают по широкому кругу вопросов, включая: укрепление региональной безопасности, содействие устойчивому развитию, решению проблем изменения климата и защиты окружающей среды. Около 500 уроженцев Палау служат в вооруженных силах США. Палау также оказывает один из самых высоких уровней поддержки политики Соединенных Штатов в рамках Организации Объединённых Наций. В 2010 году Соединенные Штаты и Палау подписали всеобъемлющий договор  с широким диапазоном реализации федеральных программ на срок 15 лет. К концу 2011 года США выделили Палау в рамках этого договора 147 миллионов долларов США.

## Двусторонние экономические отношения
США прилагают усилия по развитию торговли и направлении инвестиций в Палау, которые будут способствовать расширению и развитию здорового экономического партнерства. Палау и Соединенные Штаты входят в такие международные организации, как: Организация Объединенных Наций, Международный валютный фонд и Всемирный банк.